# Faking Hitler, l'arnaque du siècle
Faking Hitler, l'arnaque du siècle (Faking Hitler) est une mini série télévisée allemande en six épisodes créée par Tommy Wosch et Tobi Baumann, sortie en 2021.

## Synopsis
Au début des années 1980, Gerd Heidemann, un reporter vedette du magazine Stern, publie le journal intime d'Hitler, ce qui en fait un scoop sensationnel. Mais il est révélé par la suite qu'il s'agit d'une vaste supercherie en lien avec Konrad Kujau, un faussaire talentueux.

## Distribution
- Lars Eidinger : Gerd Heidemann
- Moritz Bleibtreu : Konrad Kujau
- Sinje Irslinger : Elisabeth Stölzl
- Hans-Jochen Wagner : Felix Bloom
- Tristan Seith : Théo Kalg
- Daniel Donskoy : Leo Gold
- Jeanette Hain : Edda Göring
- Lukas T. Sperber : Thomas Melchior
- Richard Sammel : Rudolph Michaelis
- Ronald Kukulies : Richard Dreier
- Ulrich Tukur : Hans Stölzl
- Britta Hammelstein : Agnès Schonert
- Reiner Schöne : Herbert Strunz
- Hanna Plaß : Gabi Nüssle
- Katharina Heyer : Isabell Heidemann
- Georgina Ekrut : Étudiante
- Hanno Friedrich : Holger Menke
- Wolfgang Welter : Jardinier du cimetière Schreiber
- Matthew Burton : M. Clark
- Thomas Fehl : Chef de département Rösler
- Hannah Holthaus : Jackie
- Clara Immel : Franziska König
- Jens Kipper : Joachim Ostrowski

## Production
Du 7 avril au 29 mai 2021, cette mini-série est tournée dans la ville de Hambourg ainsi qu'en Rhénanie-du-Nord-Westphalie. La première représentation a eu lieu le 23 octobre de la même année au Filmpalast de Cologne dans le cadre du Festival du film de Cologne.

## Épisodes
La série compte 6 épisodes d'une durée de 45 minutes.

## Critique
La critique du journaliste du Der Spiegel, Wolfgang Höbel, dit ceci :
« Faking Hitler n’est pas aussi grotesque et fou que Schtonk!. Le film d’Helmut Dietl, comme vous pouvez le voir à nouveau, n’a pas très bien vieilli précisément à cause de son humour Haudrauf. Wosch raconte maintenant un thriller presque conventionnel avec beaucoup de couleurs des années 1980. Dans celui-ci, les deux talentueux imposteurs Kujau et Heidemann se dirigent l’un vers l’autre avec une joyeuse inévitabilité. Le Kujau joué par Bleibtreu est un escroc presque honorable. »
La série est notamment saluée pour son authenticité à restituer les événements historiques qui ont eu lieu tout en abordant des thématiques actuelles telles que les fake news et la manipulation de l'information.